# ヨギ・アディティヤナート
ヨギ・アディティヤナート（英語: Yogi Adityanath、1972年6月5日 - ）は、インドの政治家、ヒンドゥー教の僧侶。2017年3月からウッタル・プラデーシュ州首相を務める。

## 経歴
ウッタル・プラデーシュ州（現ウッタラーカンド州）パウリ・ガーウォール県のパンコア村で、ラージプートの家庭に生まれる。HNBガルワール大学で数学の理学士号を取得。
1998年インド総選挙にゴーラクプル選挙区から立候補し初当選。当時26歳で最年少のローク・サバー議員となった。以後、同選挙区で5回にわたって連続当選を重ねた。
2017年のウッタル・プラデーシュ州議会選挙で、インド人民党は全403議席のうち312議席を獲得する地すべり的な勝利をおさめた。この結果を受けて、アディティヤナートが州首相に選出された。